# Lusc (cognom romà)
Lusc (llatí: Luscus) va ser un cognom romà, utilitzat per la gens Ànnia, la gens Aufídia i la gens Fúria.
Luscus ('borni') derivava, com altres cognoms romans, d'una imperfecció física. El cognom Luscí i la gens Lúscia també deriven d'aquest terme romà.
Els personatges que portaren aquest cognom foren:
- Tit Anni Lusc (ambaixador), de la gens Ànnia.
  - Tit Anni Lusc (cònsol 153 aC), fill de l'anterior.
    - Tit Anni Lusc (cònsol 128 aC), fill de l'anterior.
- Marc Furi Lusc, de la gens Fúria.